# Генрі Томас Бокль
Ге́нрі То́мас Бокль (англ. Henry Thomas Buckle) (24 листопада 1821 — 29 травня 1862) — англійський історик і соціолог. Автор незакінченої книги «Історія цивілізації в Англії».
Син купця. У виданій 1857 — 1861 двотомній «Історії цивілізації в Англії» (рос. переклад 1862 — 1864) при поясненні закономірностей історичного розвитку Бокль надавав вирішального значення географічним факторам (клімат, ґрунти і т. д.), які, на його думку, зумовлюють психічний склад і виробничу діяльність людей.
У соціології Бокль Генрі Томас створив розгорнуту соціологічну систему в руслі географічної школи.